# 섬총각 영웅
《섬총각 영웅》은 SBS TV에서 방송되는 텔레비전 프로그램이다.

## 출연진
- 임영웅
- 궤도
- 임태훈
- 이이경